# Strzegom
Strzegom (udtale: [ˈstʂɛɡɔm] tysk: Striegau)  er en by  i  den centrale del af  Voivodskabet Nedre Schlesien i det sydvestlige Polen.  Byen  har 15.371(2021) indbyggere og et areal på 20,49 km².  Den er en del af   powiatet (amt) Świdnica. Den ligger cirka 15 kilometer nordvest for Świdnica og 52 kilometer vest for den regionale hovedstad Wrocław.

## Historie
Der er fundet spor af bosættelse på stedet i romertiden. I middelalderen var det en befæstet bebyggelse under styre af en kastellan, grundlagt i det 10. århundrede, som en del af Piast Polen, først nævnt i en skøde udstedt af pave Hadrian 4. i 1155, der bekræfter  det Wrocław bispedømmes grænser. Dens navn er af polsk oprindelse og kommer enten fra ordene strzec ("vagt"), strzyc głowy ("klippet hår") eller trzy góry ("tre bjerge").
Som et resultat af fragmenteringen af Polen i mindre hertugdømmer blev Strzegom i det 12. århundrede en del af Hertugdømmet Schlesien. Piastslottet blev bygget på det tidspunkt. Samtidig begyndte bygningen af Sankt Peter og  Paulus Basilica i 1203 under protektion af Johanniterordenen. For at hjælpe med at genopbygge den ødelagte region efter den første mongolske invasion af Polen (1241), fik Strzegom  stadsret af Anne af Bøhmen, enke efter polsk monark Henry 2. den fromme. I 1307 blev der oprettet et benediktinerkloster. I 1318 blev en kirkeklokke placeret i Basilicaen, og den er stadig den ældste klokke, der stadig fungerer i Polen.
Under Trediveårskrigen blev byen næsten fuldstændig ødelagt, også det middelalderlige Piast Slot blev ødelagt, og i 1718 og 1719 ramte brande byen.
I 1742 blev byen, under det germaniserede navn Striegau, en del af Preussen. Den 4. juni 1745 Slaget ved Hohenfriedberg, en vigtig sejr for kong Frederik 2. mod fælles østrigsk -saksisk - polske styrker, under den østrigske arvefølgekrig, fandt sted nær byen. Under Den Preussiske Syvårskrig besatte østrigske og russiske tropper byen fra 1760 til 1762, hvilket forårsagede store lidelser for civilbefolkningen. Under Napoleonskrigene og  nationale befrielseskampe, besatte napoleonske tropper byen den 23. december 1806. I de efterfølgende tre år blev byen tvunget til at gøre total bidrag på 100.000 talers. Polske tropper blev stationeret i byen i 1807 og senere også preussiske og russiske tropper. Under det tyske felttog i 1813 led Striegau yderligere økonomiske tab og måtte brødføde 5.400 officerer og 92.400 soldater fra både den preussiske og den franske hær.

## Galleri
- Sankt Peter og  Paulus Basilica
- Barok Salvator kirke
- Rådhus
- Typisk fredet byhus ved Torvet
- Sankt Elizabethsøstrenes kloster
- Sankt Anthony kapel